# Dean Cundey
Dean Raymond Cundey, född 12 mars 1946 i Alhambra i Kalifornien, är en amerikansk filmfotograf. Cundey är mest känd för att ha arbetat som filmfotograf för regissörer som John Carpenter, Steven Spielberg och Robert Zemeckis.
Han nominerades till Oscar för bästa foto för Vem satte dit Roger Rabbit på Oscarsgalan 1989. Cundey erhöll 2014 en Lifetime Achievement Award från American Society of Cinematographers (ASC).

## Filmografi (urval)
- 1976 – Creature from Black Lake
- 1978 – Alla helgons blodiga natt
- 1979 – Rock 'n' Roll High School
- 1980 – Dimman
- 1980 – Galaxina
- 1981 – Alla helgons blodiga natt 2
- 1981 – Flykten från New York
- 1982 – Alla helgons blodiga natt 3
- 1982 – The Thing
- 1983 – Psycho II
- 1984 – Den vilda jakten på stenen
- 1985 – Tillbaka till framtiden
- 1988 – Två systrar för mycket
- 1988 – Vem satte dit Roger Rabbit
- 1989 – Road House
- 1989 – Röster från andra sidan graven (TV-serie) (1 avsnitt)
- 1989 – Tillbaka till framtiden del II
- 1990 – Tillbaka till framtiden del III
- 1991 – Hook
- 1992 – Döden klär henne
- 1993 – Jurassic Park
- 1994 – The Flintstones
- 1995 – Apollo 13
- 1995 – Casper
- 1997 – Flubber
- 1998 – Föräldrafällan
- 2000 – Vad kvinnor vill ha
- 2003 – Looney Tunes: Back in Action
- 2004 – Gustaf
- 2005 – Vita huset (TV-serie) (2 avsnitt)
- 2006 – The Holiday
- 2008 – Camp Rock (TV-film)
- 2010 – The Spy Next Door
- 2022 – The Book of Boba Fett (TV-serie) (2 avsnitt)
- 2023 – The Mandalorian (TV-serie) (3 avsnitt)